# Internationales Unternehmen
Als internationales Unternehmen bezeichnet man im Rahmen des internationalen Managements Unternehmen, die über nationale Grenzen hinweg auf einer regelmäßigen und nicht zu vernachlässigenden Basis (strategische Bedeutung) wirtschaftlich aktiv sind. Dieses Begriffsverständnis umfasst sowohl größere als auch kleinere Unternehmen. Zudem unterscheidet es sich essenziell von dem Konzept des „multinationalen Unternehmens“ (MNU), welches – definitionsgemäß – auf Direktinvestitionen im Ausland (ADI) beruht. Multinationale Unternehmen bilden demnach eine Teilmenge der internationalen Unternehmen (INU). Der Begriff des internationalen Unternehmens ist dahingehend weiter gefasst, dass auch Unternehmen, die ohne ausländische Direktinvestitionen auf Basis internationaler Kooperationsverträge wie bspw. Lizenzierung und Franchising oder rein auf Basis umfangreicher Exportaktivitäten international tätig sind. Internationale Unternehmen entstehen durch Expansionen in Form externen Wachstums wie Fusionen und Akquisitionen oder internes Wachstum in Form von Export, vertraglichen Kooperationen oder Neugründungen (greenfield investments).
Nicht zu verwechseln ist obiges Begriffsverständnis internationaler Unternehmen und multinationaler Unternehmen mit dem von Bartlett und Ghoshal. Die vier Grundtypen der internationalen Unternehmen, multinationalen Unternehmen, globalen Unternehmen und transnationalen Unternehmen sind gemäß obiger Definition allesamt internationale Unternehmen. Das internationale Unternehmen nach Bartlett und Ghoshal hingegen ist dadurch gekennzeichnet, seine Aktivitäten auf den Heimatmarkt zuzuschneiden und vorwiegend internationale Märkte zu bearbeiten, die dem eigenen möglichst ähnlich sind.

## Klassifikation
Nach den Kompetenzen international operierender Unternehmen gliedern die Harvard-Professoren Sumantra Ghoshal und Christopher Bartlett diese in drei beobachtbare Kategorien. Über Branchengrenzen hinweg stellen sie dabei innerhalb der Gruppen gemeinsame Fähigkeiten (capabilities) fest, die ihren Ausdruck in der Organisationsstruktur finden. Die wesentlichen Merkmale sind in der folgenden Tabelle zusammengefasst:
|                       | Multinationales Unternehmen | Internationales Unternehmen                                                                                             | Globales Unternehmen |
| --------------------- | --- | --- | --- |
| Wesentliche Kompetenz | Reaktionsfähigkeit | Wissenstransfer | Effizienz |
| Strukturen            | Lose föderierte nationale Unternehmen; nationale Gesellschaften erledigen das gesamte operative Geschäft und Teile der strategischen Aufgaben | Zwischen multinationalen und globalen Unternehmen gelegen, bestimmte strategische Abteilungen zentral, andere dezentral | Straff zentralisierte Unternehmen, nationale Gesellschaften haben primär Distributionsaufgaben; Strategie und der größte Teil der operativen Entscheidungen in der Zentrale |
| Beispiele             | Unilever, ITT | IBM, Ericsson | Exxon, Toyota |

Obwohl viele der beobachteten Unternehmen eine erhebliche Größe erreicht hatten, zeigten alle Unternehmen auch Schwächen und Probleme. Offensichtlich war die Anpassung an die Umwelt unvollständig. Aus dieser Beobachtung heraus folgerten Goshal und Bartlett eine vierte Form von Internationalisierung, in der die drei Kernkompetenzen der multinationalen, globalen und internationalen Unternehmen gleichsam ineinander übergehen. Sie nannten diese Form transnationale Unternehmen, da ein solches Unternehmen kein Zentrum und kein Heimatland mehr haben würde, sondern überall auf der Welt heimisch wäre. Wenn auch in vielen Industrien Tendenzen beobachtet werden können, einen solchen Zustand zu erreichen, so ist bisher noch kein Unternehmen bekannt, welches das Attribut „transnational“ tragen könnte.
Anhand der zwei Dimensionen Vorteile globaler Standardisierung und Notwendigkeit zur lokalen Anpassung ergeben sich aus den identifizierten Unternehmenstypen vier Basisstrategien für internationale Geschäftstätigkeit.
|                                      |         | Notwendigkeit zur lokalen Anpassung |               |
| Niedrig                              | Hoch    |                                     |               |
| Vorteile globaler Standar- disierung | Hoch    | Global                              | Transnational |
| Vorteile globaler Standar- disierung | Niedrig | International                       | Multinational |